# Олійник Сава Євгенович
Са́ва Євге́нович Олі́йник (17 грудня 1964, м. Полонне, Хмельницької області — 11 червня 2022, Харківська область) — старший лейтенант, учасник російсько-української війни.

## Життєпис
Народився 17 грудня 1964 року в м. Полонне Хмельницької області.
Середню освіту здобув у Полонській школі № 6.
Був підприємцем.
З перших днів російського вторгнення в Україну пішов добровольцем на захист України. Загинув через підрив на міни під Харковом у віці 58 років. Залишились дружина і двоє дітей.
20 червня 2022 року похований в м. Полонне Хмельницької області.

## Нагороди
- Орден Богдана Хмельницького ІІІ ступеня (посмертно) — за особисту мужність і самовіддані дії, виявлені у захисті державного суверенітету та територіальної цілісності України, вірність військовій присязі[2]

## Вшанування
у січні 2023 року на фасаді Полонської гімназії № 6 відкрито меморіальну дошку.